# Cantonul Orchies
Cantonul Orchies este un canton din arondismentul Douai, departamentul Nord, regiunea Nord-Pas-de-Calais, Franța.

## Comune
- Aix
- Auchy-lez-Orchies
- Beuvry-la-Forêt
- Coutiches
- Faumont
- Landas (Landast)
- Nomain
- Orchies (Oorschie) (reședință)
- Saméon